# Julien Chaerels
Julien Chaerels (* 26. Mai 1908 in Brüssel; † unbekannt) war ein belgischer Radrennfahrer und nationaler Meister im Radsport.

## Sportliche Laufbahn
Chaerels (auch Jean Chaerels) war Straßenradsportler. Bei den Olympischen Sommerspielen 1928 in Amsterdam kam er im olympischen Straßenrennen beim Sieg von Henry Hansen auf den 24. Platz. Mit Jean Aerts, Pierre Houdé und Joseph Lowagie wurde Belgien in der Mannschaftswertung auf dem 5. Rang klassiert.
1927 wurde Chaerels in der nationalen Meisterschaft im Straßenrennen der Amateure Zweiter hinter Jean Aerts. 1928 wurde er erneut Vize-Meister hinter Aerts. Er startete für den Verein Linthout Velo Club.